# Manuel Ponce
Manuel María Ponce Cuéllar (Fresnillo, 8 dicembre 1882 – Città del Messico, 24 aprile 1948) è stato un compositore messicano.

## Biografia
Nacque a Fresnillo, nello stato di Zacatecas, ma visse tutta la sua infanzia ad Aguascalientes. La sua vocazione musicale si è dimostrata fin dalla sua infanzia: iniziò a studiare pianoforte con la sorella Josefina e nel 1897 era già organista nella chiesa di San Diego. Dal 1901 al 1903, a Città del Messico, portò a termine i suoi studi al Conservatorio Nazionale di Musica.
Nel 1904 ha proseguito gli studi attraverso corsi di perfezionamento presso il Liceo Musicale di Bologna, con Marco Enrico Bossi. Dal 1906 al 1908 studiò in Germania, con Martin Kreuze.
Tornato in Messico nel 1908, fu insegnante presso il Conservatorio Nazionale, dove ricopriva le cattedre di Piano e Storia della Musica, diventandone direttore nel 1934. Alcuni dei suoi alunni furono Carlos Chávez, Salvador Ordóñez e Antonio Gomezanda. Tra il 1917 e il 1918 fu direttore dell'Orchestra Sinfonica Nazionale, sostituendo Jesús M. Acuña.
A partire dal 1920 si dedicò a comporre e a scrivere arrangiamenti di musica messicana.  Nel 1925, durante un altro soggiorno in Europa, a Parigi, fece amicizia con Paul Dukas e altri maestri francesi, e prese spunto dalle loro tecniche per la sua musica moderna nazionalista. Diresse nel 1945 la Scuola Superiore di Musica dell'Università Autonoma del Messico (UNAM), dove istituì la cattedra di Folclore Musicale.
Nel 1947 ricevette, in Messico, il Premio Nazionale delle Arti. Morì l'anno seguente e il suo corpo fu sepolto nella Rotonda delle Persone Illustri del Panteón de Dolores di Città del Messico.

## Stile
La sua visione compositiva è legata alla scuola classica. Non cercò di essere innovativo; alcuni suoi lavori sembrano puntati alla ricerca della melodia fine e graziata e del belcanto solitamente accompagnati da armonie semplici (anche se in alcuni brani, come la Sonata III o "Tema variato e finale" per chitarra, Ponce va alla ricerca di un tessuto armonico robusto e di un intreccio polifonico basato su una scrittura a masse accordali di tre o quattro voci). Anche nelle forme preferì la lunghezza del classicismo alla breve e ornatissima forma romantica.
Scrisse un gran numero composizioni per chitarra, poi eseguite da Andrés Segovia (che lo seguì e lo sostenne). I suoi brani per chitarra costituiscono tuttora un caposaldo della letteratura chitarristica. Inoltre, le sue canzoni furono cantate da artisti come Lily Pons e Tito Schipa.
Diede scandalo il suo concerto dato nel 1912 in Messico all'Arbeau Theater per il suo stretto nazionalismo allora contro corrente, esattamente come accadde anni dopo in Brasile a Villa-Lobos.

## Opere musicali

### Composizioni per chitarra
La musica per chitarra è una parte essenziale del repertorio strumentale di Ponce, e le sue opere più conosciute sono Variaciones y Fuga sobre 'La Folia' (1929) e Sonatina meridional (1939).
Scrisse anche un concerto per chitarra, il "Concierto del Sur", dedicato al suo vecchio amico e chitarrista virtuoso Andrés Segovia.
- Sonata mexicana (Sonata I) (1923)
- Canciones mexicanas: La pajarera, Por ti mi corazón, La Valentina (1928)
- Preludio (1925)
- Sonata Thorens (Sonata II) (1925)
- Thème varié et Finale (1926)
- Sonata per chitarra e clavicembalo (1926)
- Sonata III (1927)
- Sonata clásica - Hommage à Fernando Sor (Sonata IV) (1928)
- Sonata romántica - Hommage à Fr. Schubert qui amait la guitare (Sonata V) (1929)
- Suite en la Mineur - en el estilo de Weiss (1929)
- 24 Preludios (1929)
- Estudio (1930)
- Preludio, Tema, Variaciones y Fuga (sulla Follia di Spagna) (1930)
- Sonatina meridional (Sonatina) (1930)
- Prélude, Ballet, Courante (1931-36)
- Suite (in re maggiore) (en el estilo de Scarlatti) (1931)
- Homenaje a Tárrega (1932)
- Cuatro piezas (1932-34)
- Concierto del Sur per chitarra e orchestra (1940)
- Viñetas (1946)
- Quatuor per chitarra, violino, viola, violoncello (incompiuto) (1946)
- Seis Preludios fáciles (1947)
- Variaciones e fughetta (su un tema di Cabezón) (1948)

### Composizioni per piano
Ponce, insieme a Ricardo Castro, è stato uno dei più illustri compositori messicani di musica per pianoforte, al punto da non aver avuto seguaci che provassero a confrontarsi con i suoi lavori.
Ovvi modelli compositivi della musica per pianoforte di musica Ponce furono Fryderyk Chopin e gli autori impressionisti.
- Intermezzo
- Guateque
- Balada Mexicana
- Mazurcas'23
- Concierto romántico
- Scherzino a Debussy
- Scherzino mexicano
- Estudios de concierto
- Elegía de la ausencia
- Tema mexicano variado
- Suite cubana
- Gavota
- Rapsodia mexicana no.1 y 2
- Scherzino maya
- Rapsodia cubana
- Deux etudes pour piano
- Danzas Mexicanas'4
- Sonata allegro
- Sonata Allegro Scherzo
- Preludios encadenados
- Preludio y fuga para la mano izquierda
- Danza del sarampión
- Nostalgia
- Romanza de Amor

## Canzoni
Ponce collaborò con molti importanti cantanti messicani. In molti casi egli non scrisse i testi delle sue canzoni, ma si limitò a musicare testi di varia provenienza, anche popolare.
La sua canzone più famosa è quasi certamente "Estrellita", composta nel 1912, che è stata interpretata tra l'altro da Plácido Domingo, José Carreras, Francisco Araiza, Alfredo Kraus e Deanna Durbin. Per questa canzone non ricavò nulla, perché, per negligenza, né lui né la sua casa discografica la registrarono a suo nome.
- La barca del marino (1912)
- Ven ¡Oh luna! (1912)
- Yo te quiero (1913)
- Trigueña hermosa (1913)
- Todo pasó (1913)
- Valentina (1914)
- Oye la voz (1914)
- Dolores hay (1914)
- Las mañanitas (1914)
- Para amar sin consuelo (1914)
- Acuerdate de mi (1914)
- La cucaracha (1914)
- Perdí un amor (1914)
- Cerca de mi (1914)
- Cielito lindo (1914)
- Soy paloma errante (1914)
- El desterrado (1914)
- La despedida (1914)
- El olvido (1914)
- A tus amigos (1914)
- Rayando el sol (1916)
- Adios mi bien (1916)
- Ofrenda (1916)
- Ya sin tu amor (1916)
- Voy a partir (1916)
- Estrellita (1912)
- A la orilla de un palmar (1916)
- Serenata mexicana(1912)
- Marchita el alma (1912)
- La pajarera (1917)
- Una multitud más
- Tal vez(1905)
- Necesito(1905)
- Lejos de ti(1914)
- Lejos de ti II
- Cuiden su vida(1914)
- Si alguna vez(1913)
- Que lejos ando (1916)
- Si algún ser (1914)
- Yo mismo no comprendo (1914)
- Isaura de mi amor (1913)
- Por ti mi corazón
- Por ti mujer (1913)
- Soñó mi mente loca (1912)
- Tú (1909)
- Aleluya (1909)
- Cerca de ti

## Musica da camera
- Trio romántico, per violino, violoncello e pianoforte
- Canción de otoño, per violino e piano
- Sonata a dúo per violino e viola (1936–1938)
- Sonata, per violoncello e piano
- Sonata, per chitarra e clavicembalo
- Preludio, per chitarra e clavicembalo

## Orchestrale
- Chapultepec
- Cantos y danzas de los antiguos mexicanos
- Instantáneas mexicanas
- Poema elegíaco
- Ferial

## Concerti
- Concierto Romántico for piano and orchestra (1910)
- Concierto del Sur per chitarra e orchestra (1941)
- Concierto para violín y orquesta (1943)